# Crangonyx aberrans
Crangonyx aberrans is een vlokreeftensoort uit de familie van de Crangonyctidae. De wetenschappelijke naam van de soort is voor het eerst geldig gepubliceerd in 1983 door Sidney Irving Smith.